# Charizma
Charles Hicks (Milpitas, 6 de julho de 1973 - 18 de dezembro de 1993), mais conhecido pelo seu nome artístico Charizma, foi um rapper e MC estadunidense.
Ele é mais conhecido por seu trabalho junto com o DJ Peanut Butter Wolf, que formaram um duo de rap de 1990 até 1993. Foi assassinado quando saía da gravadora Hollywood Basics junto com Wolf, após reagir a um assalto.

## Biografia
Charizma tinha 13 anos quando começou a fazer rap em shows de talentos do ensino médio. Ele tinha 16 anos quando conheceu Chris Manak, de 19 anos, também conhecido como Peanut Butter Wolf, em 1990. Eles se tornaram melhores amigos, gravando várias demos e se apresentando ao vivo na área de San Jose. Depois de ouvir Charizma na San Jose State KSJS 90.5 FM, Matt Brown se aproximou de Charizma e Peanut Butter Wolf, oferecendo-se para se tornar seu empresário. Charizma e Peanut Butter Wolf concordaram e começaram a procurar uma gravadora. Depois de receber ofertas de algumas grandes gravadoras, incluindo Columbia Records, eles assinaram com a gravadora de propriedade da Disney Hollywood Basic, agora Hollywood Records.
Enquanto assinou contrato com a Hollywood Basic, Charizma e Peanut Butter Wolf gravaram várias faixas, mas a Hollywood Basic não lançou um álbum devido a diferenças criativas entre os artistas e a gravadora. Charizma declarou: "As coisas que queríamos fazer não eram o que Hollywood queria. Quando assinamos pela primeira vez, eles continuaram nos pedindo mais e mais músicas. Depois que assinamos, eles estavam virando as coisas para a esquerda e para a direita. Eles estavam falando sobre trazer produtores—mas Pete Rock & CL Smooth nunca teve produtores externos, Gang Starr nunca teve. É como se eles quase gostassem mais da nossa imagem."
Apesar de não ter lançado um álbum, a dupla ganhou seguidores. Eles rotineiramente se apresentavam ao vivo na Bay Area, excursionaram pela Alemanha com companheiros de gravadora Raw Fusion e foram apresentados na revista Billboard. Eles também abriram para Nas e The Pharcyde, mas os conflitos com os executivos do Hollywood Basic continuaram e eles foram liberados de seu contrato.
Charizma foi morto a tiros em um assalto do lado de fora de uma igreja em East Palo Alto em 16 de dezembro de 1993. Enquanto ia buscar sua mãe, Charizma estava sentado em seu carro em um semáforo em frente a uma igreja em East Palo Alto quando um homem se aproximou de seu carro e atirou nele uma vez no peito, matando-o. O suspeito foi encontrado no mesmo dia.
Peanut Butter Wolf manteve as faixas gravadas enquanto assinou contrato com a Hollywood Basic e depois de fundar sua própria gravadora, Stones Throw Records, lançou postumamente um EP chamado M-Town e o álbum completo comprimento Big Shots álbum em 2003, mais de 10 anos após as faixas terem sido originalmente gravadas. Big Shots foi bem recebido pela crítica, alcançando o número 3 na parada de hip hop do CMJ.

## Discografia
- M-Town EP (1987-1989, lançado em 2003)
- Big Shots (1991-1993, lançado em 2003)
- Big Shots Bonus EP (1991-1993, lançado em 2004)